# Arkitekturupproret
Architectural Uprising, fondata come Arkitekturupproret (in italiano "Rivolta Architettonica"), è un'associazione senza scopo di lucro e un think tank svedese fondato nel settembre 2016. Nato inizialmente come gruppo digitale nel 2014, è diventato un'associazione due anni dopo. Descritta da Bloomberg come una "piattaforma e una voce importante nella progettazione di ambienti costruiti", è un'organizzazione indipendente. Il movimento, che ha oramai assunto carattere globale, si batte contro l'architettura neomodernista, giudicata asettica e senz'anima, incoraggiando il recupero di uno stile classico e armonioso, ritenuto alla base di una bellezza senza tempo. Il movimento denuncia l'imbruttimento delle città, contestando l'indifferenza di costruttori, architetti e politici per il comune sentire degli abitanti, invocando democratizzazione e partecipazione sociale nei processi di sviluppo dei centri urbani.

## Sezioni internazionali
Oggi l'Architectural Uprising è una rete internazionale con centinaia di migliaia di seguaci in tutto il mondo, con sezioni in Brasile, Danimarca, Estonia, Finlandia, Germania, Romania, India, Irlanda, Israele, Messico, Norvegia, Paesi Bassi, Polonia, Spagna, Siria, Ucraina e numerosi altri Paesi. Diversi anche i gruppi per regioni e città come Amsterdam, Berlino, Copenaghen, Oslo e Stoccolma.

## Sezione italiana
Il 19 agosto 2023 nasce la sezione ufficiale del movimento col nome di Rivolta Architettonica ed è presente sulle piattaforme Facebook ed Instagram, destando l'attenzione di testate giornalistiche di rilievo nazionale.
Di particolare successo mediatico la denuncia nei confronti del villaggio olimpico di Milano-Cortina 2026, le cui criticità evidenziate da Rivolta Architettonica sono state supportate anche dall'intervento della giornalista e scrittrice Selvaggia Lucarelli, recatasi di persona al cantiere di Porta Romana su segnalazione della pagina. Dell'insurrezione social scatenata da Rivolta Architettonica ha parlato anche il quotidiano La Repubblica.

## Premio Kasper Kalkon
Dal 2016 l'associazione assegna il premio Kasper Kalkon. Il nome Kasper Kalkon allude ironicamente al premio principale degli architetti svedesi, il Premio Kasper Salin, e ogni anno l'UA organizza un evento, l'equivalente del Gala Kasper Salin, dove, tra gli altri riconoscimenti, vengono assegnati premi per i nuovi edifici più brutti e più belli della Svezia.
Il premio Kasper Kalkon per l'edificio di nuova costruzione più brutta di Svezia è stato ispirato dalla British Carbuncle Cup, istituita nel 2006 dopo una dichiarazione di Carlo III (allora principe di Galles)  secondo cui un'aggiunta modernista alla National Gallery di Londra assomigliava ad "un foruncolo sul viso di un caro vecchio amico". Il premio Kasper Kalkon è stato assegnato per la prima volta nel novembre 2016. Il vincitore, scelto tramite voto pubblico, è stato il Segerstedthuset di Uppsala.

## Concetto difake view
L'Architecture Uprising ha coniato il termine "fake view", a significare che i render digitali degli edifici progettati vengono creati in modo assai irrealistico. Ciò ha, come conseguenza, che l'edificio concretamente realizzato avrà un aspetto assai diverso da quello previsto nel progetto digitale. In relazione al premio Kasper Kalkon, l'UA solitamente assegna anche un premio alla "fake view più bugiarda dell'anno", che a volte viene scelta tramite votazione ed altre viene assegnata dal gruppo di lavoro dell'UA.
Nel 2021 il nuovo edificio comunale di Växjö, progettato dall'architetto White Arkitekter, ha vinto il premio per la più bugiarda fake view dell'anno.
Il vincitore del 2022 è stato il centro conferenze Platinan di Goteborg, progettato da Erik Giudice.